# ソニンケ族

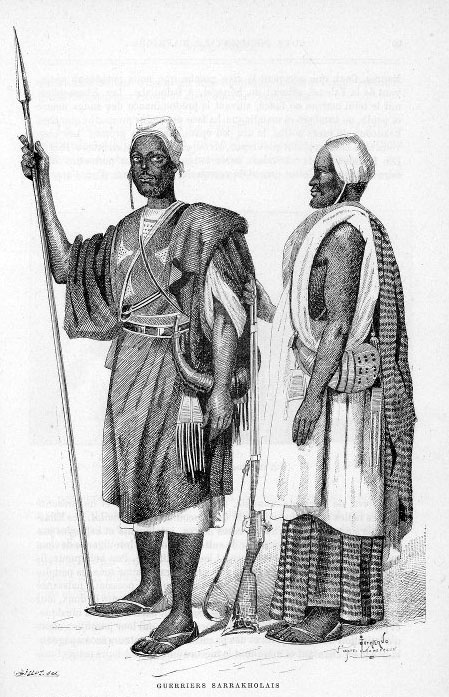
ソニンケ族の兵士（1890年画）

ソニンケ族 (ソニンケぞく、Soninkés,Sarakolés) は、マリ共和国、セネガル共和国内陸部の民族。
ソニンケ族はガーナ王国に起源を持つ。
セネガル川流域の内陸部に定住地をもち、かつてはサハラ交易で活躍した。
18世紀から19世紀にかけてヨーロッパ人との交易を行った。
20世紀後半からは、多くのソニンケ男性がフランスなどで出稼ぎ労働者となった。一部はアジアへ進出している。
ソニンケ族の社会組織は、3層の階層組織で構成されていたが、20世紀初頭に廃止された。
父系社会である。
ソニンケ族はソニンケ語（マンデ系）を話す。